# Hasta la muerte
Jusqu'à la mort
L'eau-forte Hasta la muerte (en français Jusqu'à la mort) est une gravure de la série Los caprichos du peintre espagnol Francisco de Goya. Elle porte le numéro 55 dans la série des 80 gravures. Elle a été publiée en 1799.

## Interprétations de la gravure
Il existe divers manuscrits contemporains qui expliquent les planches des Caprichos. Celui qui se trouve au Musée du Prado est considéré comme un autographe de Goya, mais semble plutôt chercher à dissimuler et à trouver un sens moralisateur qui masque le sens plus risqué pour l'auteur. Deux autres, celui qui appartient à Ayala et celui qui se trouve à la Bibliothèque nationale, soulignent la signification plus décapante des planches.
- Explication de cette gravure dans le manuscrit du Musée du Prado :
Hace muy bien en ponerse guapa: son sus días; cumple 75 años y vendrán las amigas a verla.
(Elle fait bien de se faire jolie : ce sont ses jours. Elle a 75 ans et les amies viendront la voir)[3].

- Manuscrit de Ayala :
La Duquesa vieja de Osuna. (Y lo mismo que el Ms. P.).
(La vieille Duchesse d'Osuna. (Et le même que le Ms P.))[3].

- Manuscrit de la Bibliothèque nationale :
Las mujeres locas lo serán hasta la muerte. Esta es cierta Duquesa (la de Osuna[4]) que se llena la cabeza de moños y carambas[5], y por mal que le caigan no faltan guitones[6] de los que vienen a atrapar las criadas, que aseguran a Su Excelencia que está divina.
(Les femmes folles le seront jusqu'à la mort. Celle-ci est certainement Duchesse (celle d'Osuna) qui se remplit la tête de nœuds et de carambas, et pour autant que cela lui va mal, il ne manque pas de mendiants de ceux qui viennent attraper les servantes, qui assurent que Son Excellence est divine)[3].

## Technique de la gravure

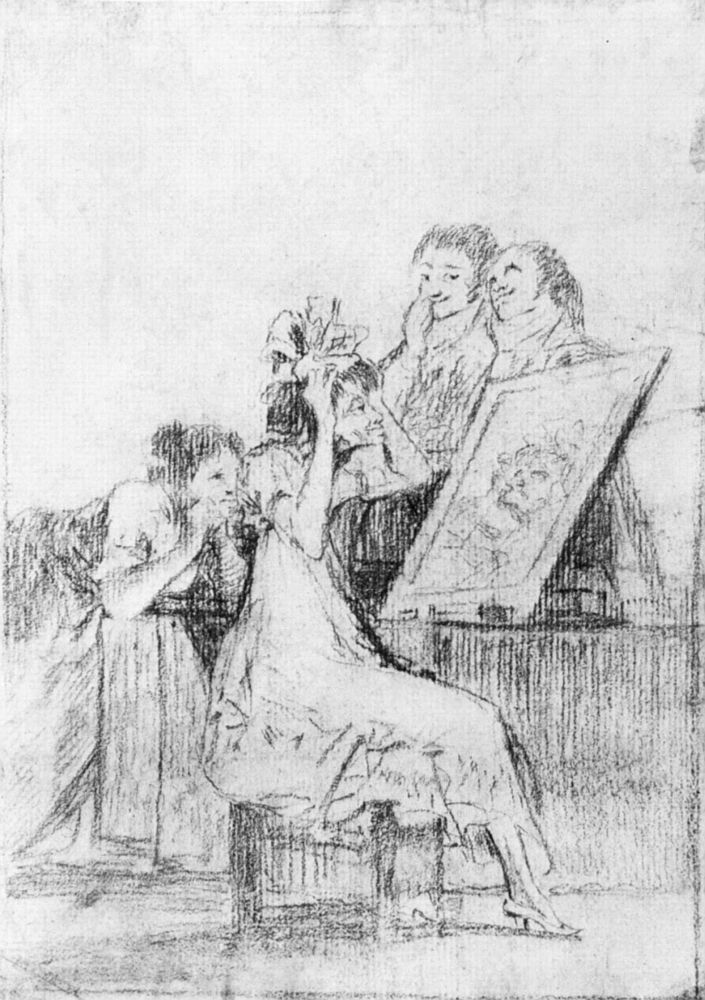
Dessin préparatoire.

L'estampe mesure 215 × 152 mm sur une feuille de papier de 306 × 201 mm.
Goya a utilisé l'eau-forte, l'aquatinte et la pointe sèche.
Le dessin préparatoire est à la sanguine avec des traces de crayon noir. Le dessin préparatoire mesure 199 × 140 mm.

## Catalogue
- Numéro de catalogue G02143 de l'estampe au Musée du Prado.
- Numéro de catalogue D03938 du dessin préparatoire au Musée du Prado.
- Numéro de catalogue 51-1-10-55 au Musée Goya de Castres.